# Liste der Mitglieder der National Academy of Sciences/1980
Im Jahr 1980 wählte die National Academy of Sciences der Vereinigten Staaten 71 Personen zu ihren Mitgliedern.

## Neugewählte Mitglieder
- Kinsey A. Anderson (1926–2012)
- Francisco J. Ayala (1934–2023)
- Paul T. Baker (1927–2007)
- Robert L. Baldwin (1927–2021)
- Harlan P. Banks (1913–1998)
- Helmut Beinert (1913–2007)
- Abram Bergson (1914–2003)
- Overton Brent Berlin (* 1936)
- Ignacio Bernal (1910–1992)
- R. Stephen Berry (1931–2020)
- J. Michael Bishop (* 1936)
- Jacques E. Blamont (1926–2020)
- Peter M. Blau (1918–2002)
- John G. Bolton (1922–1993)
- Richard G. Brewer (1928–2012)
- William Browder (1934–2025)
- Michael S. Brown (* 1941)
- William L. Brown (1913–1991)
- Angus Campbell (1910–1980)
- Herman Chernoff (* 1923)
- George W. Clark (1928–2023)
- Marvin L. Cohen (* 1935)
- Stanley Cohen (1922–2020)
- Robert G. Coleman (1923–2020)
- Sidney R. Coleman (1937–2007)
- Earl W. Davie (1927–2020)
- Mostafa A. El-Sayed (* 1933)
- Paul Erdos (1913–1996)
- Roger Gautheret (1910–1997)
- Richard K. Gershon (1932–1983)
- Eloise R. Giblett (1921–2009)
- Edward D. Goldberg (1921–2008)
- Avram Goldstein (1919–2012)
- Joseph L. Goldstein (* 1940)
- Melvin M. Green (1916–2017)
- John B. Gurdon (* 1933)
- Cyril M. Harris (1917–2011)
- Donald R. Helinski (* 1933)
- Julian Hochberg (1923–2022)
- Andre T. Jagendorf (1926–2017)
- Richard M. Karp (* 1935)
- Frederick Kaufman (1919–1985)
- Martin D. Kruskal (1925–2006)
- John I. Lacey (1915–2004)
- Joel L. Lebowitz (* 1930)
- Jean-Marie P. Lehn (* 1939)
- Heinz A. Lowenstam (1912–1993)
- Theodore H. Maiman (1927–2007)
- Henry P. McKean (1930–2024)
- Robert N. Noyce (1927–1990)
- Everett C. Olson (1910–1993)
- Charles R. Park (1916–2016)
- Joseph E. Rall (1920–2008)
- Peter A. Reichard (1925–2018)
- Frederick Reines (1918–1998)
- Charles H. Sawyer (1915–2006)
- Luis Sequeira (1927–2021)
- James B. Serrin (1926–2012)
- Eugene M. Shoemaker (1928–1997)
- G. William Skinner (1925–2008)
- Hamilton O. Smith (* 1931)
- Solomon H. Snyder (* 1938)
- Louis Sokoloff (1921–2015)
- Barry M. Trost (* 1941)
- Hans H. Ussing (1911–2000)
- Leon Van Hove (1924–1990)
- Peter K. Vogt (* 1932)
- Robert H. Wasserman (1926–2018)
- Torsten N. Wiesel (* 1924)
- Maurice V. Wilkes (1913–2010)
- Howard E. Zimmerman (1926–2012)